# Ub Iwerks
Ub Iwerks (24. března 1901, Kansas City – 7. července 1971) byl americký animátor, dvojnásobný držitel Ceny Akademie, známý především díky své práci pro Walta Disneyho.
Narodil se v Kansas City v americkém státě Missouri. Jeho otec Eert Ubbe byl přistěhovalec z Německa. Poprvé potkal Walta Disneyho v roce 1919, jen několik měsíců předtím, než Disney založil své první studio, jehož zatím jediným animátorem se stal pravě Iwerks. Byl přezdíván „nejrychlejší animátor“, jelikož dokázal nakreslit až 700 obrázků denně.
S Disneym se Iwerks rozešel v roce 1930 a založil si své vlastní studio. O šest let později studio zaniklo a Iwerks několik měsíců pracoval pro Columbia Pictures a v roce 1940 se vrátil zpět k Disneymu. Na sklonku života spolupracoval s významnými režiséry jako byl např. Alfred Hitchcock.
Zemřel v Kalifornii ve věku 70 let. Pro Disneyho společnost pracovali i Iwersovi synové Don a David i jeho vnuk Michael Iwerks.